# جيم باسباي
جيم باسباي (بالإنجليزية: Jim Busby) هو لاعب كرة قاعدة أمريكي، ولد في 8 يناير 1927 في كينيدي في الولايات المتحدة، وتوفي في 8 يوليو 1996 في أوغستا في الولايات المتحدة.

## وصلات خارجية
- جيم باسباي على موقعبيزبول رفرنس.كوم (الدوري الرئيسي) (الإنجليزية)